# Kalaallit Nunaata Radioa
Kalaallit Nunaata Radioa (KNR) (ang. The Greenlandic Broadcasting Corporation) – grenlandzki, publiczny nadawca radiowo-telewizyjny z siedzibą w stolicy Nuuk.

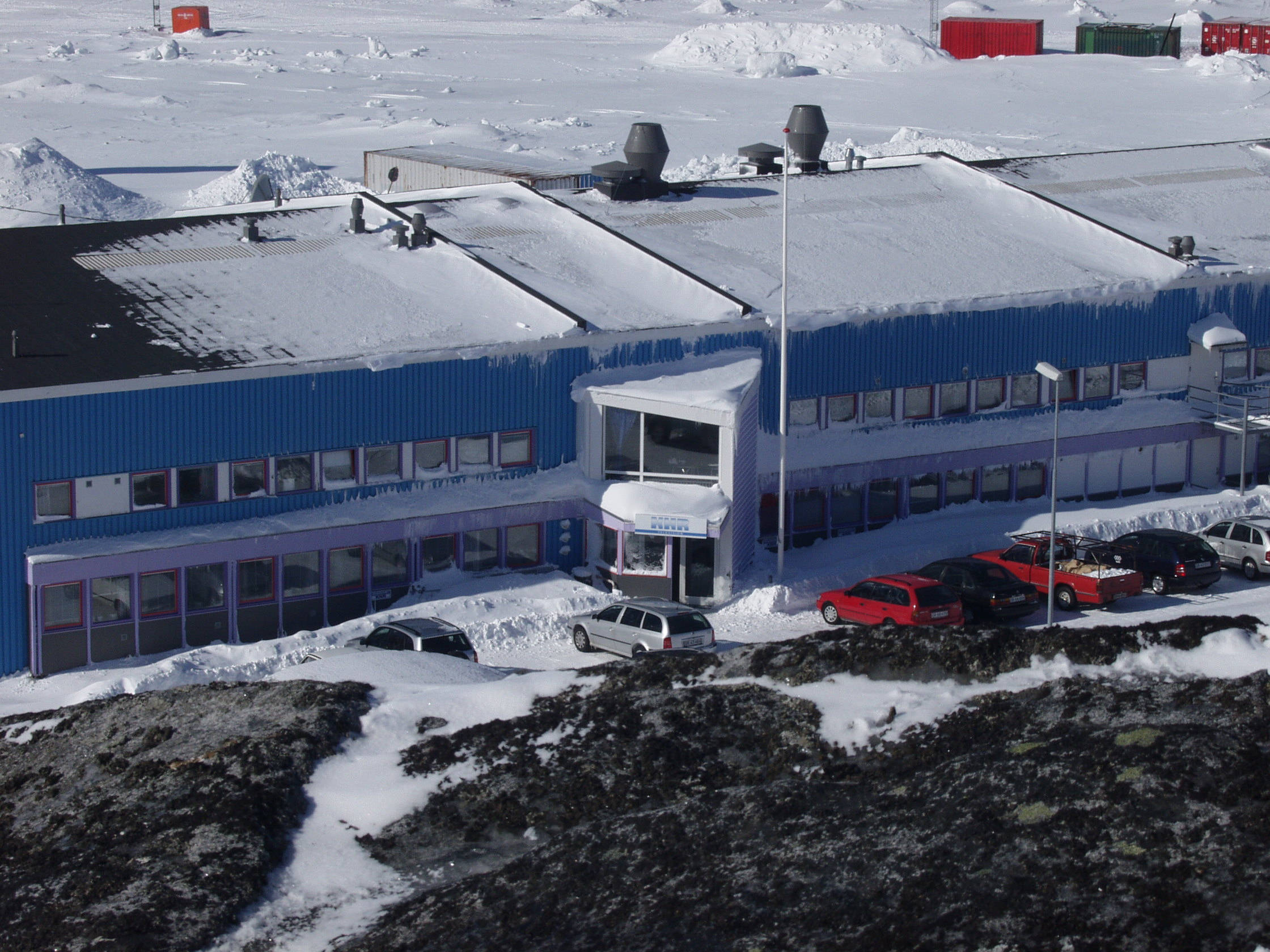
Siedziba telewizji w Nuuk

Korporacja nadaje jedną stację radiową oraz jedną telewizyjną. Większość programów emitowana jest w języku grenlandzkim, lecz część również w duńskim. Ramówka telewizji obejmuje przede wszystkim programy informacyjne, rozrywkowe a także materiały pochodzące od Danmarks Radio z Kopenhagi.
KNR jest członkiem stowarzyszonym Nordvision, organizacji skupiającej telewizje publiczne krajów skandynawskich.